# Poplar (Londen)
Poplar is een wijk in het Londense bestuurlijke gebied Tower Hamlets, gelegen in het oosten van de regio Groot-Londen, vlak bij de Theems.
Poplar ligt 8.9 km ten oosten van Charing Cross, het centrale meetpunt in Londen.

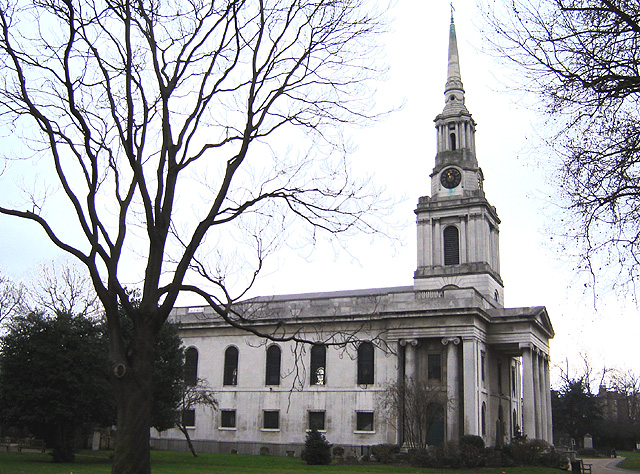
All Saints Church, Poplar
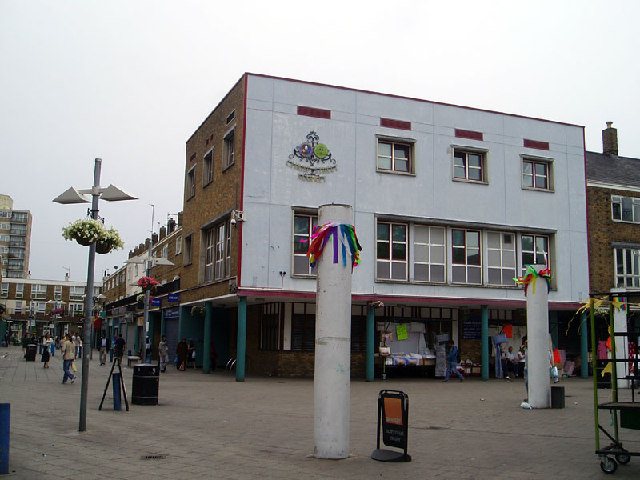
Chrisp Street Market, Poplar
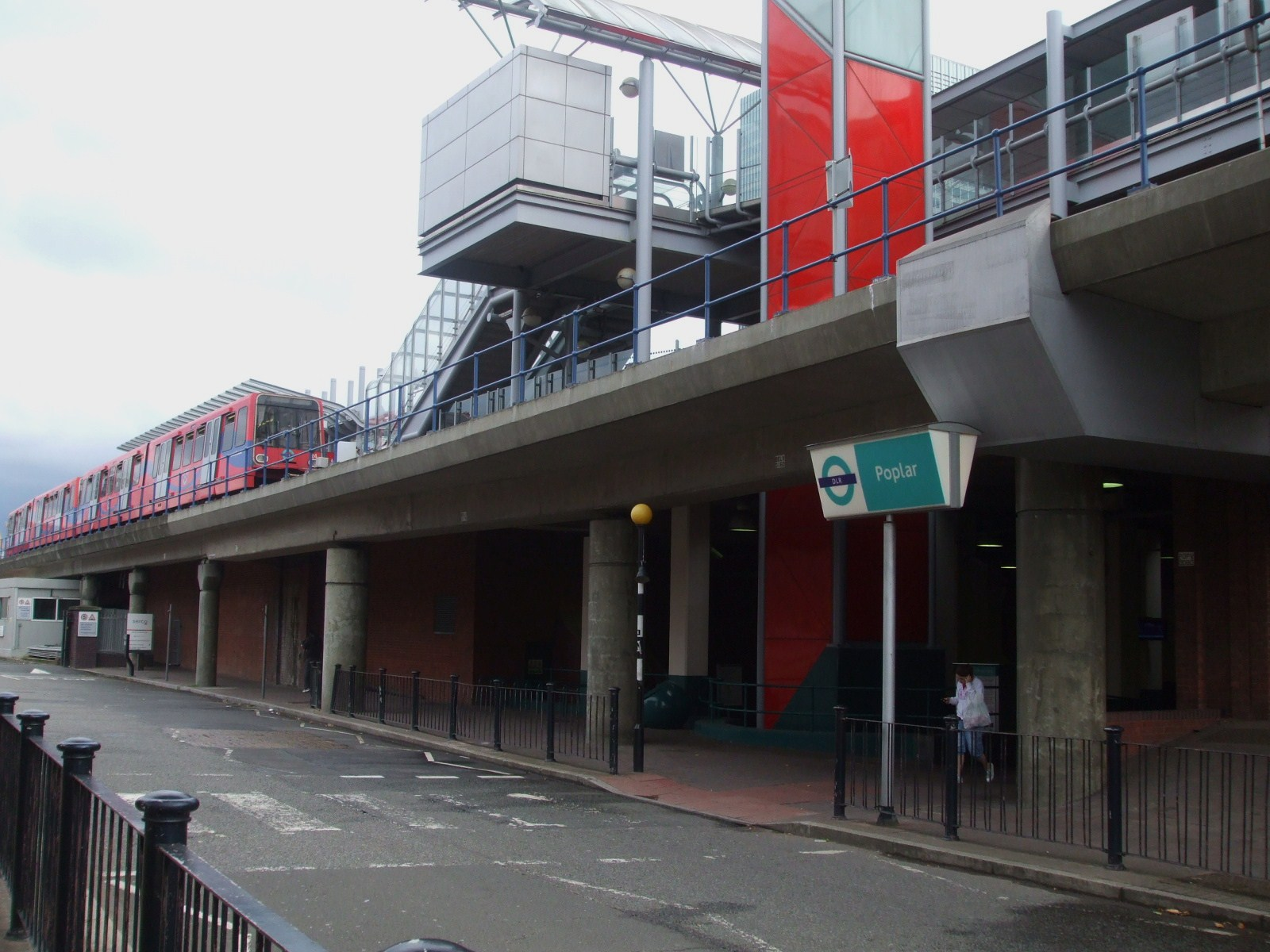
Station van Poplar

## Geboren
- Harry Redknapp (1947), voetbaltrainer en voormalig voetballer